# Zanjira
Zanjira är ett underdistrikt i Bangladesh. Det ligger i den centrala delen av landet, 40 km söder om huvudstaden Dhaka.
Trakten runt Zanjira består till största delen av jordbruksmark.